# École nationale de l'aviation civile
École nationale de l'aviation civile je francoska javna univerza s sedežem v kraju Toulouse, Jug-Pireneji, Francija.
ENAC je članica France AEROTECH.